# Lucky Stars
Pour les articles homonymes, voir Lucky Star.
Les Lucky Stars (福星系列) sont une série de comédies d'action hongkongaises des années 1980 et 1990, mélangeant arts martiaux et humour potache. Elles mettent en scène de nombreux acteurs récurrents au sein d'une distribution d'ensemble.
Les personnages des Lucky Stars sont à l'origine de petits criminels récemment sortis de prison ayant créé leur propre entreprise de nettoyage. Dans le deuxième film, l’idée de la société de nettoyage est écartée et le groupe d'idiots s'emploie à aider la police.

## La trilogie originale
Les trois premiers films sont ceux ayant connus les plus grands succès. Ils sont tous réalisés par Sammo Hung, qui joue également l'un des Lucky Stars, et font apparaître de nombreux acteurs secondaires et caméos d'acteurs hongkongais, en particulier ses « frères » de l'académie d'étude du théâtre chinois, Jackie Chan et Yuen Biao, ainsi que des vedettes telles que Andy Lau, Michelle Yeoh ou Rosamund Kwan.
Le premier film est Le Gagnant (1983). Le titre chinois, « Les Cinq Lucky Stars », est choisi en raison de son évocation des Sept petites fortunes (alias les « Lucky Seven »), la troupe de spectacle de l'école d'opéra de Pékin de Hong Kong.
Sammo Hung a l'idée du scénario en regardant une émission de télévision, dans laquelle un groupe de policiers de différents horizons travaillaient ensemble, chacun utilisant ses propres compétences. En donnant à chacun des personnages des histoires humoristiques et disparates, il espère faire un film divertissant.
La distribution originale des Lucky Stars est Sammo Hung, Richard Ng, Charlie Chin, Stanley Fung et John Shum. Dans le second film, Le Flic de Hong Kong (1985), Shum est remplacé par Eric Tsang. Dans le troisième film, Le Flic de Hong Kong 2 (1985), Chin ne fait qu'un caméo dans lequel il transmet les rênes à son frère, joué par Michael Miu. Shum joue un rôle secondaire.

## Les films suivants
Le Flic de Hong Kong 3 (1986) est un reboot de la trilogie originale, Sammo Hung abandonnant son poste de réalisateur au profit d'Eric Tsang. Avant de rejoindre l'équipe des Lucky Stars, Tsang avait réalisé les deux premiers films de la série des Mad Mission (en), Mad Mission (1982) et Mad Mission 2 (1983). Comme les films des Lucky Stars, il s'agit de comédies d'action populaires avec une distribution d'ensemble. Cependant, les intrigues sont des parodies de films (comme des James Bond) et les personnages s'affrontent plus souvent avec des armes à feu qu'avec le kung-fu.
Le Flic de Hong Kong 3 est une tentative de combiner les styles et les personnages des deux séries de films. Hung reste impliqué en tant que producteur et tient un rôle secondaire, tandis que d'autres membres du groupe original des Lucky Stars font des apparitions. Cependant, les rôles principaux sont repris par d'autres acteurs, un nouveau groupe de Lucky Stars, comprenant notamment Andy Lau et Alan Tam. Avec moins de scènes d'action et un recours plus important à la comédie, le film est très différent de ses prédécesseurs.
Stanley Fung co-réalise le cinquième film, Return of the Lucky Stars (1989), avec Chu Shek-tsan, et le co-écrit avec Wong Jing. Il joue également dans le film aux côtés de Richard Ng et Eric Tsang, ainsi que Michael Miu qui revient.
Le sixième film, Ghost Punting (1992) est une comédie de fantômes réalisée par Sammo Hung, qui joue également dedans aux côtés de Richard Ng, Stanley Fung, Charlie Chin et Eric Tsang. Bien que comprenant cinq des Lucky Stars du Flic de Hong Kong, l'accent est mis davantage sur la comédie que sur l'action.
Le dernier film, How to Meet the Lucky Stars (1996), fait apparaître les quatre mêmes acteurs ainsi que plusieurs caméos, dont Sammo Hung, Cheng Pei-pei, Chen Kuan-tai, Françoise Yip et Nora Miao. Le film est dédié à la mémoire du réalisateur Lo Wei, mort la même année.
Dans certains cas, les films des Lucky Stars ne se suivent pas véritablement les uns les autres mais ont plutôt des thèmes et des acteurs en commun. Les vedettes vont et viennent, bien que Richard Ng et Stanley Fung soient apparus dans les sept films, tandis que Sammo Hung et Eric Tsang apparaissent dans six films. D'autres acteurs font des ré-apparitions dans de petits rôles pour aider à l'exploitation des films, y compris de grands noms comme Jackie Chan, Yuen Biao ou Andy Lau.
D'autres acteurs récurrents sont Corey Yuen, Mark Houghton, Sibelle Hu, Cheung Wing-fat, Sylvia Chang, Kent Cheng, Alan Tam, Dick Wei, Wu Ma, Yuen Wah et Bolo Yeung.
La série totale est composée de :
| Titre français              | Titre international                                        | Titre chinois                             | Date de sortie à Hong Kong | Réalisateur                                     | Box-office (en dollars HK) |
| --------------------------- | ---------------------------------------------------------- | ----------------------------------------- | -------------------------- | ----------------------------------------------- | -------------------------- |
| Le Gagnant                  | Winners and Sinners ou Intelligent Scheme Five Lucky Stars | 奇謀妙計五福星 Qi mou miao ji: Wu fu xing | 7 juillet 1983             | Sammo Hung                                      | 21 972 419 HK$             |
| Le Flic de Hong Kong        | My Lucky Stars ou Lucky Stars Superior Shine               | 福星高照 Fuk sing go jiu                  | 10 février 1985            | Sammo Hung                                      |                            |
| Le Flic de Hong Kong 2      | Twinkle, Twinkle Lucky Stars ou Summer Time Lucky Stars    | 夏日福星 Xia ri fu xing                   | 15 août 1985               | Sammo Hung                                      |                            |
| Le Flic de Hong Kong 3      | Lucky Stars Go Places ou The Luckiest Stars                | 最佳福星 Zui jia fu xing                  | 20 juin 1986               | Eric Tsang                                      | 23 109 809 HK$             |
| Return of the Lucky Stars   | Return of the Lucky Stars ou Lucky Stars Triad Society     | 福星闖江湖 Fu xing chuang jiang hu        | 28 avril 1989              | Stanley Fung                                    | 6 781 219 HK$              |
| Ghost Punting               | Ghost Punting ou Lucky Stars Ghost Encounter               | 五福星撞鬼 Wu fu xing chuang gui          | 27 février 1992            | Sammo Hung, Corey Yuen, Eric Tsang et Ricky Lau | 8 281 568 HK$              |
| How to Meet the Lucky Stars | How to Meet the Lucky Stars                                | 運財五福星 Wan choi ng fuk sing           | 4 juillet 1996             | Frankie Chan (en)                               | 2 084 545 HK$              |

## Série dérivée des Pom Pom
La série des Pom Pom est parfois incluse parmi les comédies des Lucky Stars, en raison des acteurs Richard Ng et John Shum qui jouent dans les deux séries. Cependant, ils interprètent ici de vrais policiers au lieu d'anciens criminels. Sammo Hung est le producteur des trois premiers films ainsi que chorégraphe des scènes d'action des deux premiers. Les quatre films de la série sont distribués par les sociétés de production de Hung, Bo Ho Films et D&B Films. Dans Pom Pom (1984), Hung, ainsi que Charlie Chin et Stanley Fung, font des caméos dans leurs personnages du Flic de Hong Kong, qui sortira l'année suivante. Jackie Chan et Yuen Biao jouent également dedans (en tant que motard de la police et chauffeur de camion), et un certain nombre des acteurs contemporains de films d'action hongkongais apparaissent aussi, tels que Deannie Yip, Lam Ching-ying, Philip Chan, Dick Wei et Wu Ma.
| Titre français         | Titre international   | Titre chinois                         | Date de sortie à Hong Kong | Réalisateur        | Box-office (en dollars HK) |
| ---------------------- | --------------------- | ------------------------------------- | -------------------------- | ------------------ | -------------------------- |
| Pom Pom                | Pom Pom               | 神勇雙響炮 Shen yong shuang xiang pao | 22 février 1984            | Joe Cheung         | 20 170 382 HK$             |
| Le Retour de Pom Pom   | The Return of Pom Pom | 雙龍出海 Seung lung chut hoi          | 22 juin 1984               | Philip Chan        | 18 455 255 HK$             |
| Mr Boo contre Pom Pom  | Mr. Boo Meets Pom Pom | 智勇三寶 Ji yung sam bo               | 9 mars 1985                | Wu Ma              | 17 089 402 HK$             |
| Pom Pom contre-attaque | Pom Pom Strikes Back  | 雙龍吐珠 Shuang long tu zhu           | 14 août 1986               | Teddy Yip Wing-cho | 10 533 418 HK$             |

Le titre chinois Pom Pom (神勇雙響炮) se traduit par « Artillerie surnaturellement courageuse ». Le titre chinois du film Rosa (神勇雙響炮續集, 1986) avec Yuen Biao se traduit par « Suite de l'artillerie surnaturellement courageuse ». Malgré cela, Rosa n'est pas la suite de Pom Pom.
La comédie Pom Pom and Hot Hot (1992), avec Jacky Cheung et Stephen Tung, ne fait pas partie de la série des Pom Pom.